# Atractus trilineatus
Atractus trilineatus — вид змій родини полозових (Colubridae). Мешкає в Південній Америці.

## Поширення і екологія
Atractus trilineatus мешкають в Бразильської Амазонії, в штатах Амазонас і Рорайма, на північному сході Венесуели, зокрема в гирлі Ориноко, на заході Гаяни та на Тринідаді і Тобаго. Вони живуть у вологих рівнинних тропічних лісах і саванах, трапляються в садах. Зустрічаються на висоті до 500 м над рівнем моря. Живляться дощовими черв'яками і м'якотілими комахами, а також рибою і пуголовками.